# Maigret (serie televisiva 2016)
Maigret è una serie televisiva britannica trasmessa da ITV dal 28 marzo 2016.
È un nuovo libero adattamento dei libri di Georges Simenon con protagonista il commissario Maigret, nella serie interpretato da Rowan Atkinson.
In Italia va in onda su La EFFE della piattaforma Sky, a partire dal 15 dicembre 2017.  Invece nella Svizzera italiana, la serie va in onda in prima visione dal 27 dicembre 2017, in chiaro su RSI LA1.
Successivamente è andata in onda anche su Paramount Channel.

## Trama
Ogni episodio si presenta come una sorta di film per la televisione tratto da uno dei romanzi di Georges Simenon, con un cast diverso fatta eccezione per il protagonista Rowan Atkinson, Lucy Cohu, interprete della moglie di Maigret, e la squadra del commissario.

## Produzione
La serie è ambientata a Parigi negli anni cinquanta, ma le riprese sono state effettuate a Budapest, scelta come città ideale per rappresentare le atmosfere di quel periodo.
Il 17 giugno 2016, prima che fosse trasmesso il secondo episodio della prima stagione, visto il successo del primo, ITV ha rinnovato la serie per una seconda stagione, sempre di due episodi, la cui produzione è programmata da novembre 2016 fino a febbraio 2017.

## Episodi
| Titolo originale                  | Titolo italiano              | Prima TV UK      | Prima TV Italia  |
| Prima stagione                    | Prima stagione               | Prima stagione   | Prima stagione   |
| --------------------------------- | ---------------------------- | ---------------- | ---------------- |
| Maigret Sets a Trap               | La trappola di Maigret       | 28 marzo 2016    | 15 dicembre 2017 |
| Maigret's Dead Man                | L'uomo morto di Maigret      | 25 dicembre 2016 | 22 dicembre 2017 |
| Seconda stagione                  |                              |                  |                  |
| Maigret's Night at the Crossroads | Il crocevia delle tre vedove | 16 aprile 2017   | 26 gennaio 2018  |
| Maigret in Montmartre             | Maigret al Picratt's         | 24 dicembre 2017 | 2 febbraio 2018  |